# Al-Asman
Al-Asman (arab. العصمان) – wieś w Syrii, w muhafazie Hama. W 2004 roku liczyła 57 mieszkańców.